# فابيو مورو
فابيو مورو (بالإيطالية: Fabio Moro)‏ (مواليد 13 يوليو 1975 في باسانو دل غرابا - إيطاليا) لاعب كرة قدم إيطالي يلعب حاليا لصالح نادي الدرجة الأولى كييفو فيرونا الإيطالي منذ 2007 في مركز الظهير الأيمن .

## روابط خارجية
- فابيو مورو على موقع الاتحاد الدولي (مؤرشف)  (الإنجليزية)
- فابيو مورو على موقع قاعدة بيانات كرة القدم.إي يو (الإنجليزية)
- فابيو مورو على موقع Soccerway.com (الإنجليزية)
- فابيو مورو على موقع عالم كرة القدم.نت (الإنجليزية)
- فابيو مورو على موقع كووورة